# Каривен, Жан-Батист
Жан-Батист Каривен (фр. Jean-Baptiste Cariven; 1843 — 1904) — французский художник-символист.

## Биография
Родился в 1843 году в Гайяке. Учился сперва у местных живописцев, а затем — в Школе изящных искусств Тулузы. Большую часть жизни Каривен провёл в Тулузе, где занимался живописью и преподаванием. 
Примкнув к символистам, Каривен создавал произведения, которые были малопонятны современникам и зачастую воспринимались ими, как примитивизм («наивное искусство») или как китч. Излюбленными темами Каривена были религиозные и мифологические сюжеты, который он трактовал своеобразно; однако, также сохранились созданные им этюды натурщиков и портреты. 
Скончался Каривен в 1904 году. Большая коллекция его самобытных произведений сегодня хранится в Музее изящных искусств Гайака (фр.) — родного города художника.

## Произведения Жана-Батиста Каривена из собрания Музея изящных искусств Гайака
- Изгнание из рая
- Древняя Галлия. Жертвоприношение на дольмене
- Мученичество Зои Римской
- Автопортрет с женой Амели(ей) на фоне сцены мученичества Зои Римской
- Аполлон и Дафна
- Иосиф и Жена Потифара (Иосиф справа)
- Очки. Иллюстрация к сказке Лафонтена (полный текст на русском языке)
- Этюд натурщика
- Обманщики разыгрывают ведьм
- Аллегория мракобесия (обскурантизма)
- Самсон и Далила